# 阿内特·努尔贝里
阿内特·努尔贝里（瑞典語：Anette Norberg，1966年11月12日—），瑞典女子冰壶运动员。她曾代表瑞典获得2006年和2010年冬季奥运会女子冰壶比赛金牌。她也曾三次夺得世界女子冰壶锦标赛冠军。